# 더그 브래들리
더그 브래들리(영어: Doug Bradley, 1954년 9월 7일 ~ )는 잉글랜드의 배우이다.

## 출연 작품

### 영화
- 헬레이저 (1987)
- 헬레이저 2 (1988)
- 헬레이저 3 (1992)
- 헬레이저 4: 블러드라인 (1996)
- 헬레이저 5 (2000)
- 헬레이저 6 (2001)
- 헬레이저 7: 데더 (2005)
- 헬레이저 8: 헬월드 (2005)

### 텔레비전
- 더 빌 (1990)